# Carex lankana
Carex lankana är en halvgräsart som beskrevs av Tetsuo Michael Koyama. Carex lankana ingår i släktet starrar, och familjen halvgräs.
Artens utbredningsområde är Sri Lanka. Inga underarter finns listade i Catalogue of Life.